# Football League (St. Helena)
Die Football League, auch St Helena Island Football League, ist die höchste Spielklasse im Fußball auf der Insel St. Helena. Sie wird von der St. Helena Football Association organisiert. Da diese kein Mitglied des afrikanischen Fußballverband CAF ist, werden keine Mannschaften zu kontinentalen Wettbewerbe entsandt.
Eine Fußballliga wird auf St. Helena seit mindestens 1922 organisiert.
Eine zweite Liga, die Division Two wird seit 2015 nicht mehr ausgetragen. Es gibt zudem einen Wettbewerb zwischen den Distrikten.

## Vereine (2023)
- Axis
- Ballerz
- Bellboys
- Chop Shop Boys
- Harts
- Rovers

## Meisterschaften seit 1979
Quelle: 
| Verein          | Titel | Jahre |
| --------------- | ----- | --- |
| Rovers          | 20    | 1982, 1983, 1984, 1985, 1986, 1988, 1991, 1995, 1997, 1998, 2001, 2011, 2012, 2014, 2016, 2017, 2019, 2020, 2022, 2024 |
| Bellboys FC     | 8     | 1989, 1990, 1992, 1999, 2003, 2004, 2010, 2023                                                                         |
| Harts           | 8     | 1993, 1994, 2002, 2005, 2006, 2007, 2015, 2018                                                                         |
| Wirebirds       | 6     | 1979, 1980, 1981, 1987, 2013, 2021                                                                                     |
| Raiders FC      | 3     | 2000, 2008, 2009 |
| Crystal Rangers | 1     | 1996 |